# Porezna stopa
Porezna stopa pokazuje odnos porezne osnovice i poreza koji dobijemo, tj. iznos poreznog tereta u odnosu na poreznu osnovicu.
Porezna stopa se utvrđuje u apsolutnom ili relativnom (u postotku) iznosu.
Visina poreznog opterećenja može se izračunati :
- prosječnom poreznom stopom → odnos između ukupnog poreza i ukupne porezne osnovice
- graničnom poreznom stopom → za koliko posto će se promijeniti porezno opterećenje ako se promijeni osnovica.
- stvarnom poreznom stopom → pokazuje koliko poreza moramo platiti za određenu poreznu osnovicu

## Vrste poreznih stopa
1. proporcionalne
2. progresivne
3. regresivne

## Vanjske poveznice
- Granična porezna stopa (engl.)
- Granična poreza stopa (njem.)